# Кирьякос, Сотириос
Соти́риос Кирья́кос (греч. Σωτήριος Κυργιάκος; 23 июля 1979, Трикала) — греческий футболист, выступавший на позиции защитника.

## Клубная карьера
Начал играть в футбол в местной команде «Фиелла Мегалохориу». В начале сезона 1996/97 он перешёл в футбольную академию «Панатинаикоса». Он играл в футбол и жил на тренировочной базе клуба. В начале сезона 1999/00 он на правах аренды перешёл в команду второго греческого дивизиона «Айос-Николаос» и провёл там около двух лет, после чего в 2001 году принял участие в предсезонных сборах вместе с клубом ОФИ. В это время «Панатинаикос» испытывал проблемы с нехваткой защитников и решил вернуть Сотириоса из аренды обратно в команду, где тот сразу попал в основной состав.
Он выделялся среди защитников своими жёсткими подкатами, большой физической силой и высоким ростом, позволявшим выигрывать борьбу за верховые мячи. В ключевом матче сезона 2003/04 против извечных соперников из «Олимпиакоса» Кирьякос спровоцировал нападающего соперника Джованни на нарушение правил, закончившееся удалением бразильца. Тот матч «Пао» выиграл и завоевал очередной чемпионский титул.
В январе 2005 года Кирьякос перешёл в шотландский клуб «Рейнджерс» из Глазго на правах аренды до конца сезона 2004/05. Со своей новой командой футболист выиграл второй подряд чемпионский титул, а также одержал победу в Кубке шотландской лиги, причём в финале последнего Кирьякос забил два гола в ворота «Мотеруэлла». По окончании сезона он поначалу рассматривал возможность покинуть клуб, ведя переговоры с «Эвертоном», «Портсмутом» и «Шальке 04», однако в итоге 30 августа 2005 года подписал соглашение с клубом ещё на год.
В мае 2006 года его контракт с шотландским клубом истёк, и футболист перебрался в Германию, в «Айнтрахт» из Франкфурта-на-Майне.
1 июля 2008 года его двухгодичный контракт с клубом истек, Кирьякос решил не продлевать контракт с немецким клубом. 1 августа Сотириос заключил пятилетнее соглашение с АЕКом.
18 августа 2009 года появились сообщения о переходе Кирьякоса в «Ливерпуль». Вскоре сам футболист на своём сайте подтвердил информацию об этом, выступив с официальным сообщением о том, что АЕК и он сам приняли предложение «Ливерпуля». 21 августа «Ливерпуль» подтвердил, что игрок успешно прошёл медосмотр и подписал контракт на два года с возможностью продления соглашения ещё на год. Сотириос получил в команде номер 16. В интервью по поводу подписания Кириакоса наставник «красных» Рафаэль Бенитес сообщил, что, несмотря на кажущуюся спешку, клуб давно наблюдал за игроком и внимательно изучил его кандидатуру прежде, чем решил пригласить его. В июне 2011 года Кириакос, когда соглашение с клубом истекло, не стал его продлевать, получив статус свободного агента..
22 августа 2011 года Кириакос перешёл в «Вольфсбург» на правах свободного агента. Контракт подписан сроком на 2 года.

## Карьера в сборной
Начиная с 2002 года Кириакос регулярно вызывается в состав национальной сборной Греции. В состав команды на победный для неё чемпионат Европы 2004 года он не попал из-за травмы. В одном из матчей отборочного турнира к Евро-2008, против Норвегии в Осло, Кириакос забил два мяча, та игра завершилась вничью 2:2 (интересно, что и свой первый гол за сборную Кириакос забил в ворота норвежцев). В 2008 году он оказался среди футболистов, заявленных на финальный турнир чемпионата Европы.

## Достижения
- Чемпион Греции: 2003/04
- Обладатель Кубка Греции (1): 2003/04
- Чемпион Шотландии: 2004/05
- Обладатель Кубка шотландской лиги: 2004/05